# HD 213429
HD 213429，又名BD-07 5797，SAO 146135、HR 8581，是一颗恒星，视星等为6.14，位于銀經58.21，銀緯-50.9，其B1900.0坐标为赤經22h 26m 3.6s，赤緯-7° -50.9′ 55″。